# イタリア急進主義者
イタリア急進主義者（イタリアきゅうしんしゅぎしゃ、Radicali Italiani、"RI"）は、イタリアの政党。書記長は、リタ・ベルナルディーニ（第2代）。

## 概説
党の源流は1877年にイタリア王国で結成された急進党にまで遡ることができるが、直接には1955年、イタリア自由党の左派が分裂して結成された急進党を起源とする。カトリックの勢力が強いイタリアで妊娠中絶や離婚に積極的な姿勢を見せ、まさに急進主義を体現する存在だった。1987年にはポルノ女優の「チッチョリーナ」ことシュターッレル・イロナを下院議員に当選させたこともある。
1989年に国際的な非政府団体（NGO）である「国家間急進党」（イタリア語: Partito Radicale Transnazionale）に転換し、政治グループとしてもパネッラ・リスト（イタリア語: Lista Bonino Pannella、のちボニーノ・リスト）となったが、2001年に再び政党となり、他の中道左派政党と連携するようになった。